# Flora Nwapa
Florence Nwanzuruahu Nkiru Nwapa, més coneguda com a Flora Nwapa, (Oguta, 13 de gener de 1931 - Enugu, 16 d'octubre de 1993) fou una educadora i escriptora nigeriana, anomenada «la mare de la literatura africana moderna». Precursora d'una generació de dones africanes escriptores, va ser la primera novel·lista africana que aconseguí publicar en anglès a la Gran Bretanya i ser reconeguda internacionalment, amb la seva primera obra Efuru (publicada el 1966 per Heinemann Educational Books). Encara que mai es va definir com a feminista, se la identifica com a tal pel fet de recrear en els seus escrits la vida i les tradicions des de la perspectiva d'una dona Igbo. També se la coneix pel seu treball governamental en tasques de reconstrucció després de la guerra de Biafra; va treballar sobretot amb orfes i refugiats que van haver de ser desplaçats a conseqüència del conflicte bèl·lic. A més va treballar com a editora de literatura africana i va promoure el paper de les dones dins la societat africana.

## Biografia
Nascuda a Oguta, al sud-est de Nigèria, es va llicenciar a la Universitat d'Ibadan, el 1957, i diplomà en Educació a la Universitat d'Edimburg, a Escòcia, el 1958. De nou al seu país natal va començar a treballar al Ministeri d'Educació a Calabar fins al 1959 quan, va començar a exercir com a mestra a l'Escola de la Reina a Enugu, on va impartir classes d'anglès i geografia fins al 1971. Treballava en tant dins l'educació com a l'administració pública; així, de 1962 a 1967 fou també secretaria adjunta a la Universitat de Lagos.
La carrera de Nwapa com a educadora va continuar durant tota la seva vida i abasta l'ensenyament a escoles i universitats a nivell mundial, incloent a la Universitat de Nova York, el Trinity College, la Universitat de Minnesota, la Universitat de Michigan i la Universitat de Ilorin. En una entrevista va manifestar «he estat escrivint des de fa gairebé trenta anys. El meu interès ha estat tant la dona de les zones rurals com la urbana, en la seva recerca per la supervivència en un món dominat pels homes». Va morir de pneumònia el 16 d'octubre de 1993 en un hospital d'Enugu als 62 anys.

### Escriptora i editora
El primer llibre de Nwapa, Efuru, es va publicar el 1966, un treball pioner sent una novel·la en anglès escrita per una africana. De bon començament li va enviar a Chinua Achebe, qui la va convèncer de la qualitat de l'obra, incentivant-la per enviar l'edició a l'Editorial Heinemann a Londres. A aquesta obra li van seguir Idu (1967), Never Again (1975), One is Enough (1981) i Women Are Different (1986). També va publicar dues col·leccions de contes, This Is Lagos (1971) i Wives at War (1980), i el volum de poemes Cassava Song and Rice Song (1986), a més a més de diversos llibres per a nens.
El 1974 va fundar la editorial Tana Press i, el 1977, la Flora Nwapa Company, on publicava els seus propis llibres tant per adults, com per a joves i nens, així com els treballs d'altres escriptors. El seu objectiu era «informar i educar les dones de tot el món, especialment les feministes sobre el paper de les dones a Nigèria, la seva independència econòmica, la seva relació amb els seus marits i fills, les seves creences tradicionals i el seu estatus a la comunitat».

## Obra
D'entre la seva producció literària es poden esmentar:
Novel·les
- Efuru, Heinemann Educational Books, 1966; Waveland Press, 2013, ISBN 9781478613275
- Idu, Heinemann African Writers Series, No. 56, ISBN 0-435-90056-0; 1970
- Never Again, Enugu: Tana Press, 1975; Nwamife, 1976; Africa World Press, 1992, ISBN 9780865433182
- One Is Enough, Enugu: Flora Nwapa Co., 1981; Tana Press, 1984; Africa World Press, 1992, ISBN 9780865433229
- Women are Different, Enugu: Tana Press, 1986; Africa World Press, 1992, ISBN 9780865433267

Relats curts / Poemes
- This Is Lagos and Other Stories, Enugu: Nwamife, 1971; Africa World Press, 1992, ISBN 9780865433212
- Cassava Song and Rice Song, Enugu: Tana Press, 1986
- Wives at War and Other Stories, Enugu: Nwamife, 1980; Flora Nwapa Co./Tana Press, 1984; Africa World Press, 1992, ISBN 9780865433281

Literatura infantil i juvenil
- The Adventures of Deke, Enugu: Tana Press, 1986
- Emeka, Driver's Guard, London, 1972; Nwapa, 1987
- Mammywater, 1979; Enugu: Flora Nwapa Company, 1984
- Journey to Space, Enugu: Flora Nwapa Company, 1980
- The Miracle Kittens, Enugu: Flora Nwapa Company, 1980
- The Adventures of Deke, Enugu: Flora Nwapa Co., 1980